# Ферде (рельєф)

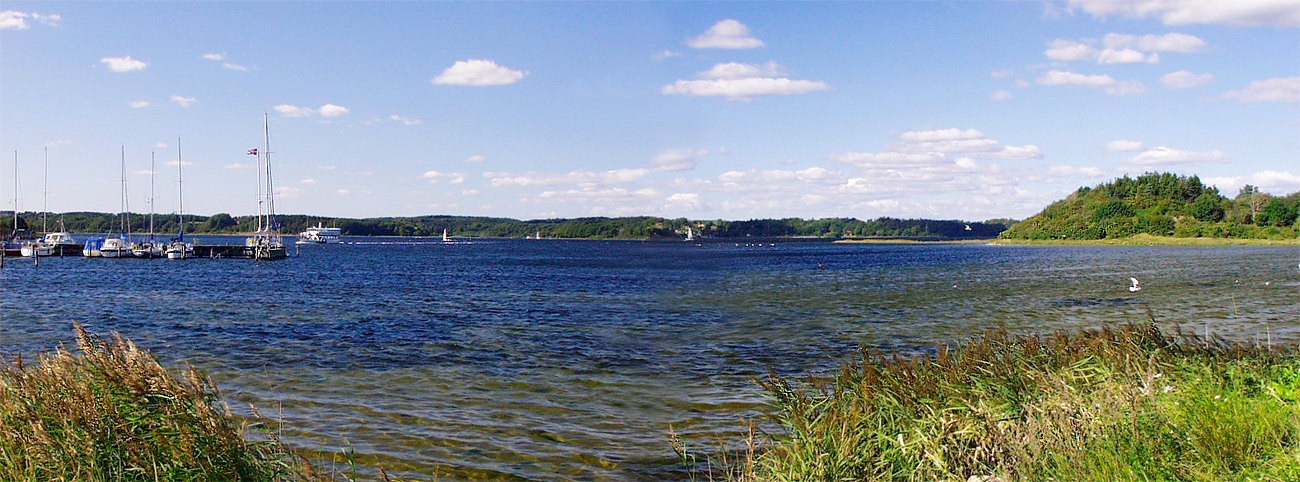
Маріагер-фіорд

Ферде — тип вузької затоки на східному узбережжі півострова Ютландія, що складається з данської Ютландії та німецького Шлезвіг-Гольштейн. Ці затоки мають льодовикове походження, але механіка льодовика відрізнялася від механіки льодовика у Норвезьких фіордах , а також від шведських і фінських фіардах.

## Геологія

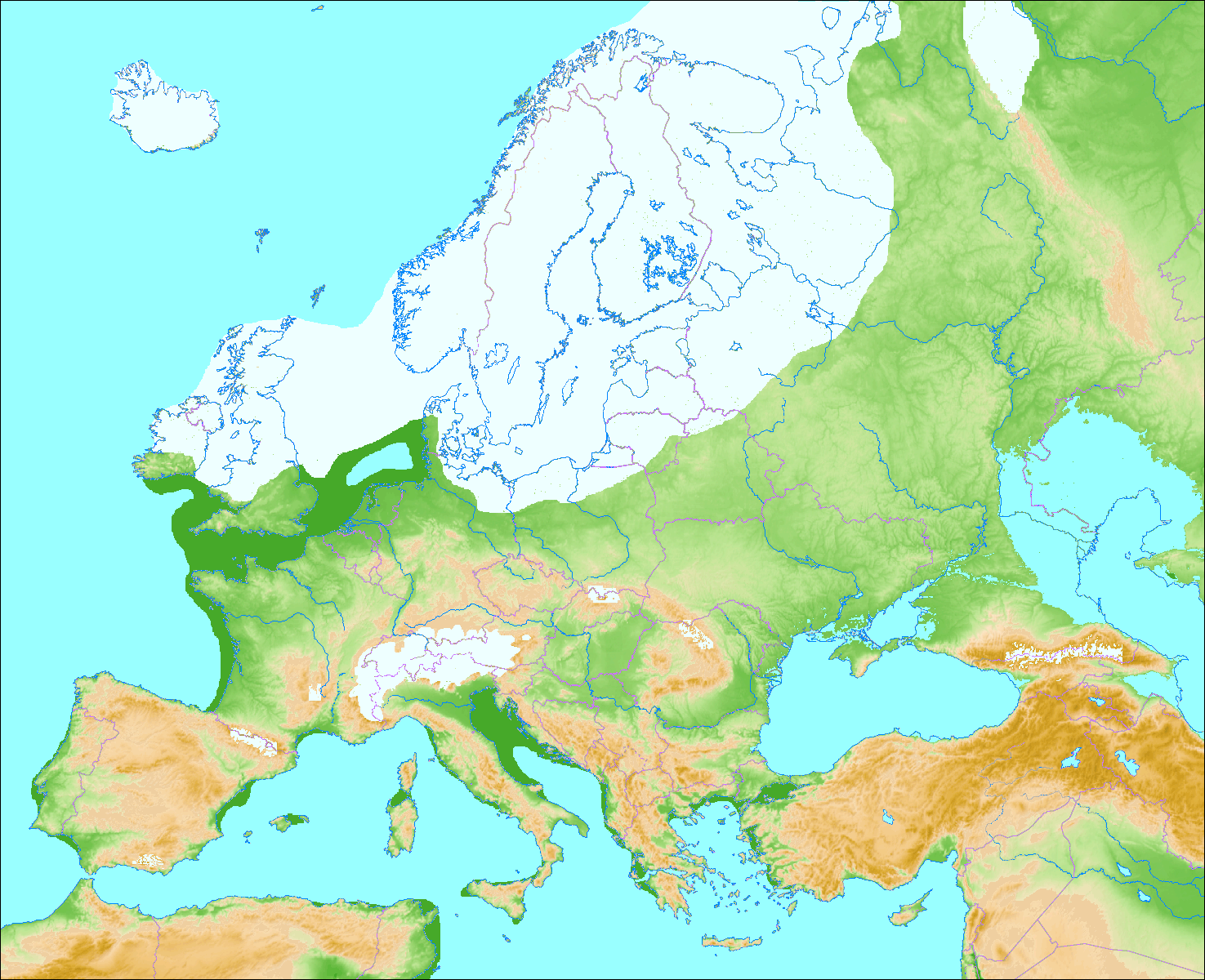
Європа під час Віслинського та Вюрмського зледенінь

Під час Віслинського зледеніння, приблизно 20 000-70 000 років тому, акваторія нинішнього Балтійського моря була покрита льодовиковим щитом, край льодовика що рухався суходолом вирізав западини. 
Коли льодовик відступив, утворилось велике передльодовикове озеро. 
Рівень води піднявся, і западини заповнилися водою. 
Видалений матеріал утворив моренні пагорби біля бортів і торців річищ.
Науковці вважають, що деякі з цих ферде не були вирізані льодом безпосередньо, а були вимиті потоками води під льодом (тунельні долини). Крім того, їх інтерпретували як «обезголовлені» річкові русла, збережені біля моря без припливів.

## Приклади

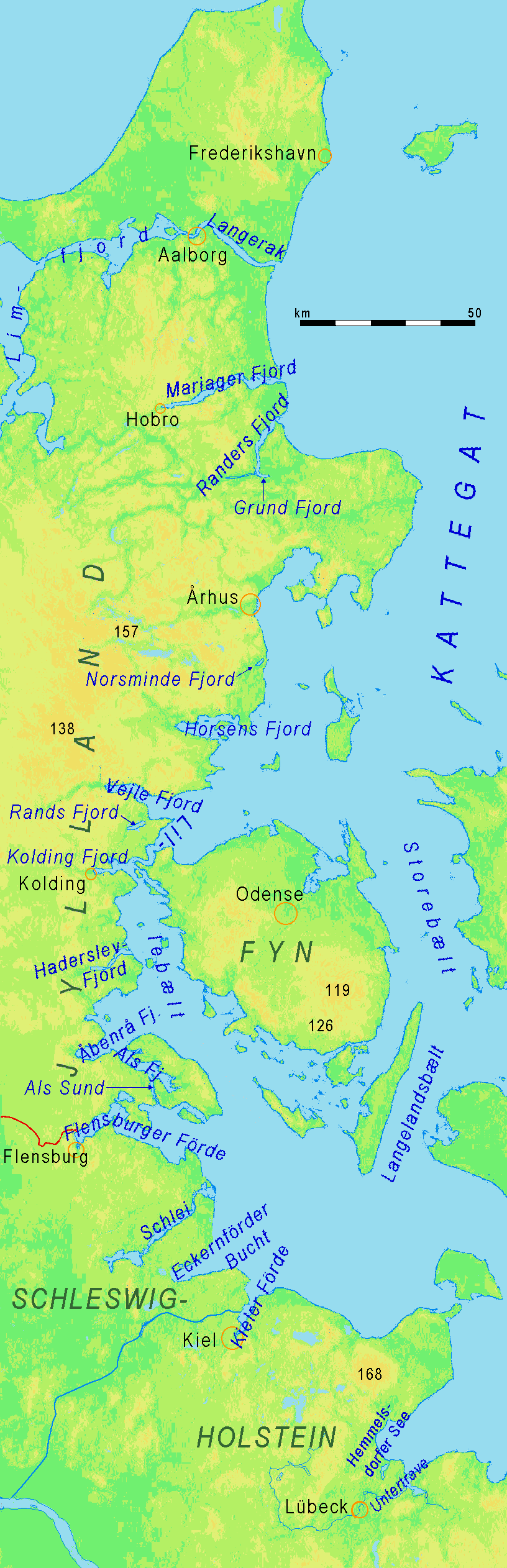
Фіорд Ютландії та Шлезвіг-Гольштейну

### Данія
- Лангерак[en]: довжина 32 км. Східна частина Лім-ферде, насправді протока зі східним входом до Каттегату і західним сполученням з іншими частинами Лім-ферде, які є скоріше лагунами.
- Маріагер-ферде[en]: 35 км, довжина каналу 42 км.
- Рандерс-ферде[en]: довжина 30 км. Вхід з півночі, розгалуження на південь, зі східним відгалуженням.
  - Грунд-ферде: менш замулений, ніж внутрішня частина Рандерс-фіорда.
- Норсмінде-ферде[en]: довжиною лише трохи більше 3 км, був скорочений шляхом меліорації з 1830 року і став внутрішнім озером із каналізованим доступом до моря через велике замулення входу.
- Горсенс-ферде[en]: довжиною 16 км; вхід між островами Алро і Г'ярне називається Алро-Сунд.
- Вайле-ферде[en]: довжина 12 км.
- Рандс-ферде: довжиною всього 3 км, був фіордом до 19 століття. Після вхід перегородили дамбою, нині прісна водойма.
- Коллінг-фіорд: Довжина 10 км. Відгалуження вузької частини Малого Бельту.
- Гадерслебенер-ферде[de]: довжина 15 км, найвужчий фіорд.
- Обенро-ферде[de]: довжина 10 км, ширина 3-4 км.
- Альс-ферде[de]: довжина 12 км, продовжена до 20 км фіордом Аугустенборг (8 км). Крім головного входу з півночі, є вузький другий вхід під назвою Альс-зунд[en]; глухий кінець - Аугустенборг-фіорд.

### Кордон та Німеччина
У Шлезвіг-Гольштейні є чотири фіорди і два колишніх фіорди:
- Фленсбург-ферде[en] є частиною німецько-данського кордону. Залежно від визначення довжину можна вказати від 40 до 50 км.
- Шлай-ферде[en] є найвужчим (німецьким) фіордом і його можна вважати найдовшим, довжина якого становить від 40 до 42 км, залежно від типу вимірювання. Через його малу ширину також вважають, що утворено не льодовиком, а є тунельною долиною.
- Еккерн-ферде[en]
- Кіль-ферде[de], який геологічно також має у своєму складі частину Кільської затоки.
- Геммельсдорфер-зеє[de] - колишній фіорд Любецької бухти.
- На початок ХХІ сторіччя Травефорде частково засипаний піском. Залишкова частина називається Петенитцер-вік і з'єднується з морем лише гирлом річки Траве.